# Célia Šašić

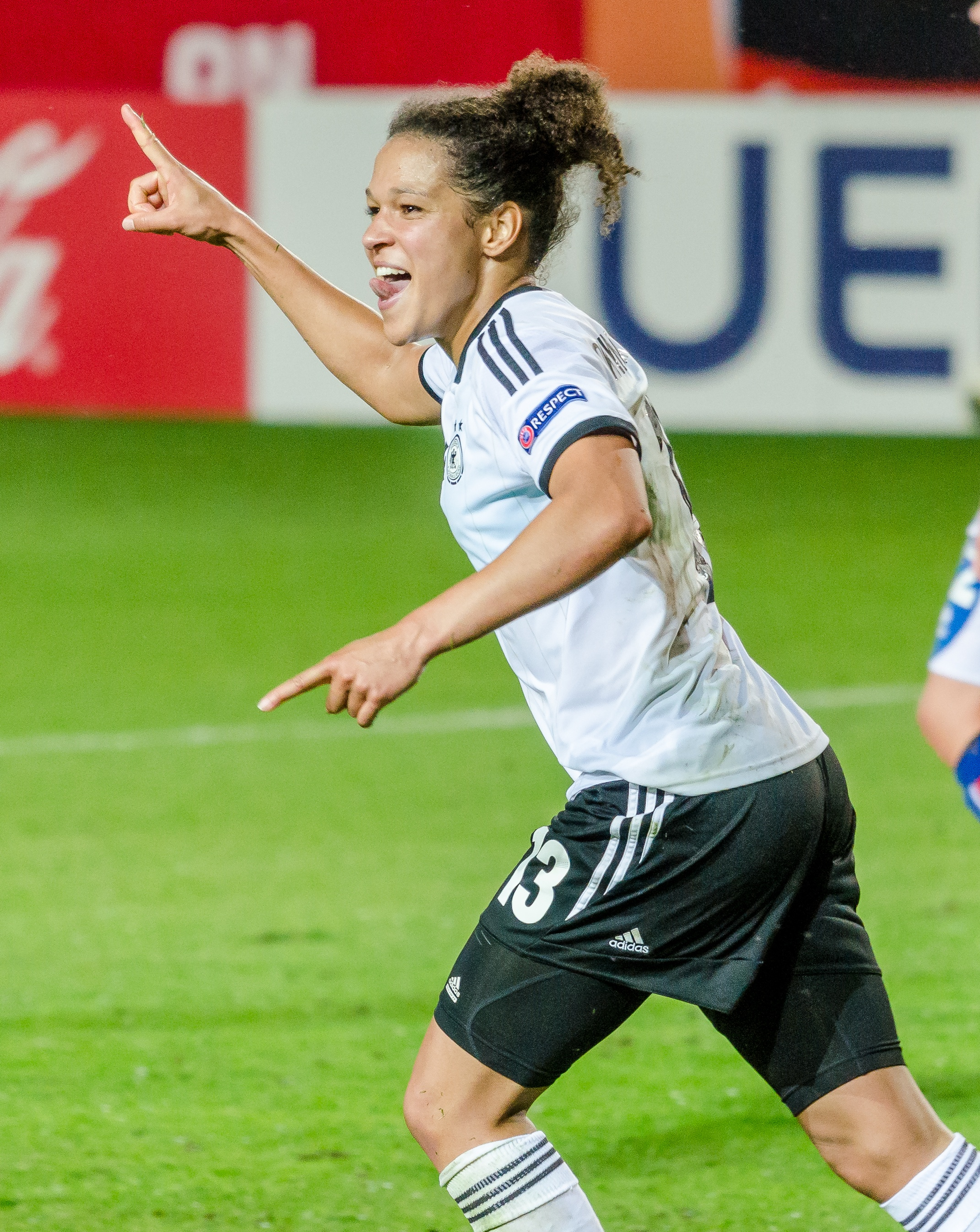
Célia Šašić under en match mot Island i EM 2013 i Växjö.

Célia Šašić, född Okoyino da Mbabi den 27 juni 1988 i Bonn, är en tysk tidigare fotbollsspelare.
Vid fotbollsturneringen under OS 2008 i Peking deltog hon i det tyska lag som tog brons. Vid VM 2015 utsågs hon till mästerskapets bästa målskytt och mottog FIFA:s utmärkelse Guldskon efter att ha gjort sex mål sammanlagt. Bland annat gjorde hon ett hat trick i matchen mot Elfenbenskusten.
Šašić har kamerunskt–franskt påbrå. 
Hon är gift med en kroatisk fotbollsspelare, Marko Šašić.
Célia Šašić annonserade den 16 juli 2015 att hon avslutar sin karriär som fotbollsspelare.